# Convento dei Frati Minori Cappuccini
Il convento dei Frati Minori Cappuccini è un edificio religioso che si trova in località Certomondo, a Poppi, e comprende la chiesa del Sacro cuore di Gesù. La struttura ha ospitato una comunità di Frati Minori Cappuccini fino al settembre del 2023, dopodiché il convento è stato chiuso. 

## Storia e descrizione
La presenza dei Cappuccini a Poppi risale all’8 dicembre 1586, quando il superiore provinciale, grazie alla generosa iniziativa di Torello di ser Iacopo Lapuccini, piantò la croce sul Colle dell’Ascensione, luogo prescelto per la costruzione del convento fuori delle mura cittadine; la prima famiglia religiosa vi prese dimora il 30 aprile 1591, essendo Ministro provinciale san Lorenzo da Brindisi. 
Nonostante la soppressione napoleonica, i Cappuccini vi rimasero fino al 1866, quando il convento fu nuovamente soppresso, e, non essendo stato possibile riscattarlo, si decise la costruzione dell’attuale nelle prossimità dall’abbazia di Certomondo, nell’attuale località di Ponte a Poppi.
Nel settembre 1894 si diede inizio ai lavori con la realizzazione del pozzo; il 27 ottobre dello stesso anno fu posta e benedetta la prima pietra del convento, mentre il 19 novembre quella della chiesa; il muro di recinzione (clausura) fu iniziato nel maggio 1899, e tra il 1900 e il 1901 il convento fu terminato. Il 21 giugno 1903 fu benedetta la croce antistante l’ingresso del convento.
La chiesa è dedicata al s. Cuore di Gesù, ed è stata consacrata il 15 febbraio 1947. L'interno conserva un bel Crocifisso ligneo del XV secolo ed una pala centinata raffigurante la Madonna col Bambino tra i Santi Bonaventura e Giovanni Evangelista che è identificabile, nonostante danni e manomissioni, con quella dipinta da Francesco Morandini, detto il Poppi nel 1589 circa per la chiesa del precedente, più antico convento dei Cappuccini sul colle dell'Ascensione. Sull'altare maggiore campeggia un grande dipinto con il Sacro Cuore di Gesù tra i Santi Francesco e Veronica Giuliani di Alessandro Franchi (1899).
Nel 1905, attiguo al convento, fu costruito il grande Seminario Serafico, rimasto in attività fino al 1983. Successivamente fu adibito a centro di recupero, per poi diventare una casa di accoglienza per gruppi religiosi. Mentre il convento, ristrutturato nei primi anni settanta del XX secolo, dopo essere stato sede centro di animazione vocazionale fino ai primi anni del XXI secolo è rimasto per altri anni semplice sede di fraternità. Dopo il capitolo dei Frati Minori Cappuccini di Toscana nel 2023 il convento è stato chiuso a causa della riduzione numerica dei frati. Oggi nei locali del convento è rimasta la casa di accoglienza per i gruppi.    